# 1984年夏季残疾人奥林匹克运动会丹麦代表团
1984年夏季残疾人奥林匹克运动会丹麦代表团是丹麦派出的1984年夏季残疾人奥林匹克运动会代表团。获得30枚金牌、13枚银牌和16枚铜牌。